# Европска Липа
Тилиа × еуропаеа, опште позната као Европска липа,  Обична липа (Британска острва) или обична липа, је природни хибрид између Тилиа цордата (малолисна липа) и Тилиа платипхиллос (великолисна липа). Јавља се у дивљини у Европи на раштрканим локалитетима где год су обе родитељске врсте аутохтоне .   Често коришћен назив на енглеском језику у буквалном преводу значи Европска лимета, ипак није у блиској вези са воћком лимете, врстом цитруса .